# کایوشو
کایوشو (انگلیسی: Kyosho) شرکت تولید اسباب‌بازی ژاپنی است، که در سال ۱۹۶۳ تأسیس شد.